# Плес Залонга
Плес Залонга се односи на масовно самоубиство жена из Сулија и њихове деце које се догодило након инвазије отоманских трупа 16. децембра 1803. године. Овај догађај се обележава у Грчкој у контексту грчког рата за независност. Шездесет жена било је заробљено у близини села Залонго у Епиру, модерној Грчкој, тада у Отоманском царству. Оне су одлучиле да се окрену ка ивици литице и умру са својим бебама и децом радије него да се покоре отоманским трупама које су их јуриле. По традицији су то радиле једна за другом, док су играле и певале.    Назив се такође односи на бројне грчке позоришне драме и песму у народном стилу, у знак сећања на догађај, под називом „Плес Залонга“ (грч. Χορός του Ζαλόγγου). 

## Историја
Током Сулиотског рата у децембру 1803. године, Сулиоти су почели да евакуишу Сули након пораза од снага локалног османско-албанског владара Али-паше.  Током евакуације, Алијеве трупе су заробиле групу жена из Сулија и њихове деце у планинама Залонга у Епиру.  Да би избегле поробљавање и силовање, жене су прво бациле своју децу, а потом и себе са стрме литице, извршивши самоубиство.  Инцидент помиње и Кристофорос Пераивос у свом издању Историје Сулија и Парге из 1815. године.  Догађај је убрзо постао познат широм Европе. На Париском салону 1827. године, француски уметник Ари Шефер изложио је две романтичне слике, од којих је једна носила наслов Les Femmes souliotes („Жене Сулија“).  Данас се  Залонго споменик налази на планини Залонго у Касопу обележава њихову жртву. 
О том догађају постоји популарна грчка плесна песма, која је данас позната и игра се широм Грчке.  Био је део популарне драме, коју је написао Сп. Перезијада, објављена 1903. године, а први пут постављена 1904. године. 
Пересијадис описује овај део своје драме као „хор жена“, што се може превести као „плес“, али у том контексту можда значи „група жена“, као што је то у старогрчкој драми. 